# Internationaux de Nouvelle-Calédonie 2015
Gli Internationaux de Nouvelle-Calédonie 2015, noti anche come Challenger BNP Paribas Noumea per motivi di sponsorizzazione, sono stati un torneo professionistico di tennis maschile giocato sul cemento. È stata la 12ª edizione del torneo che fa parte dell'ATP Challenger Tour nell'ambito dell'ATP Challenger Tour 2015. Si è giocato a Nouméa in Nuova Caledonia dal 5 al 10 gennaio 2015.

## Partecipanti singolare

### Teste di serie
| Nazionalità   | Giocatore                | Ranking | Testa di serie |
| ------------- | ------------------------ | ------- | -------------- |
| Francia       | Adrian Mannarino         | 44      | 1              |
| Francia       | Kenny De Schepper        | 100     | 2              |
| Argentina     | Horacio Zeballos         | 119     | 3              |
| Taipei cinese | Jimmy Wang               | 120     | 4              |
| Giappone      | Yuichi Sugita            | 131     | 5              |
| Francia       | Stéphane Robert          | 132     | 6              |
| Spagna        | Adrián Menéndez Maceiras | 146     | 7              |
| Stati Uniti   | Bradley Klahn            | 144     | 8              |

### Altri partecipanti
Giocatori che hanno ricevuto una wild card:
- Adrian Mannarino
- Johan Tatlot
- Mathias Bourgue
- Laurent Lokoli

Giocatori che sono passati dalle qualificazioni:
- Bjorn Fratangelo
- Guilherme Clezar
- Jared Donaldson
- Marco Trungelliti

## Partecipanti doppio

### Teste di serie
| Nazionalità   | Giocatore                | Nazionalità   | Giocatore       | Testa di serie |
| ------------- | ------------------------ | ------------- | --------------- | -------------- |
| Nuova Zelanda | Rameez Junaid            | Germania      | Frank Moser     | 1              |
| Spagna        | Adrián Menéndez Maceiras | Paesi Bassi   | Boy Westerhof   | 2              |
| Stati Uniti   | Chase Buchanan           | Taipei cinese | Ti Chen         | 3              |
| Stati Uniti   | Austin Krajicek          | Stati Uniti   | Tennys Sandgren | 4              |

### Altri partecipanti
Coppie che hanno ricevuto una wild card:
- Julien Delaplane /  Nicholas N'Godrela
- Mathias Bourgue / Johan Tatlot
- Bjorn Fratangelo /  Gavin Van Peperzeel

## Campioni

### Singolare
Steve Darcis ha battuto in finale  Adrián Menéndez Maceiras con il punteggio di 6–3, 6–2

### Doppio
Austin Krajicek /  Tennys Sandgren hanno battuto in finale  Jarmere Jenkins /  Bradley Klahn con il punteggio di 6–0, 6–4